# 550年代
550年代（ごひゃくごじゅうねんだい）は、西暦（ユリウス暦）550年から559年までの10年間を指す十年紀。

## できごと

### 550年
- 中国北部で北斉が東魏を滅ぼす。
- 東ゴート王国王トティラ、シチリア島を東ローマ帝国から奪取。
- 百済、高句麗の奴と捕虜を倭に贈る（紀）。

### 551年
- 百済・新羅・任那、高句麗と戦い、百済は旧都漢城の地など6郡を回復する（紀）。

### 552年
- 北アジアで柔然が分裂する。突厥が建国される。
- トティラ、東ローマ帝国の将軍ナルセスに敗れる。シチリア島、東ローマ帝国領土となる（-827年）。
- 百済の聖王（聖明王）、釈迦仏像と経論を献ずる（紀）。仏像礼拝の賛否を群臣に問う（紀、538年が史実。紀の編者の改変？）

### 553年
- キリスト教、第2コンスタンティノポリス公会議（第五全地公会）で教義を確認。

### 554年
- 東ローマ帝国の皇帝ユスティニアヌス1世がイタリアの東ゴート王国を征服。

### 555年
- 日本の欽明天皇、白猪屯倉（しらいのみやけ）を設置。

### 557年
- 中国北部で西魏に代わり北周が建国。
- 中国南部で梁から禅譲を受け陳（-589年）がおこる。

### 559年
- 559年頃 - サーサーン朝ペルシャのホスロー1世が突厥と同盟してエフタルを滅ぼす。